# 蓝天立
蓝天立（1962年10月22日—），男，壮族，广西宜州人，中华人民共和国政治人物。广西民族学院物理系物理专业毕业，广西大学经济系政治经济学专业硕士，北京航空航天大学管理科学与工程专业博士。曾任中共广西壮族自治区党委副书记，广西壮族自治区人民政府主席；中共广西壮族自治区党委常委，自治区人民政府常务副主席、党组副书记；广西壮族自治区政协主席等职。他是中共第十八届、十九届中央候补委员、第二十届中央委员，第十三届全国政协委员，第十三届全国人大代表。
2025年5月，因涉嫌严重违纪违法接受审查调查。

## 生平
1980年2月参加工作，1980至1983年在广西宜山县担任小学教师。1983年进入广西民族学院物理系学习。1987年毕业后进入自治区科学技术委员会，1998年9月任自治区科学技术厅副厅长，2003年4月任厅长。
2007年4月，任中共河池市委副书记，代市长。当年7月任市长。2008年1月任中共河池市委书记，次月当选为市人大常委会主任。
2011年11月，任广西壮族自治区人民政府副主席、党组成员。兼任北部湾（广西）经济区规划建设管委会办公室主任、党组书记，凭祥综合保税区管委会主任、党工委书记，中国—马来西亚钦州产业园区管委会主任、党工委书记。
2015年4月，任中共广西壮族自治区党委常委。
2016年8月，任广西壮族自治区人民政府党组副书记。次月任广西行政学院院长。
2018年1月，当选为广西壮族自治区政协主席。
2020年10月，任中共广西壮族自治区党委副书记，自治区人民政府副主席、代理主席、党组书记。
2021年1月，当选为广西壮族自治区人民政府主席。

## 落马
2025年5月16日，中央纪委国家监委网站发布公告称，蓝天立涉嫌严重违纪违法，正接受中央纪委国家监委纪律审查和监察调查。同日，广西壮族自治区党委常委会召开扩大会议，通报蓝天立相关情况，与会者一致表态拥护中央决定。自治区政府、人大常委会、政协召开了相关党组会议，桂林、河池、百色等地市召开了市委常委或市委常委扩大会议。
5月29日，广西壯族自治区人大常委会接受其因严重违纪违法辞去广西壮族自治区政府主席的请求，同时罢免了其自治区人大代表及全国人大代表职务，同年6月27日闭幕的十四届全国人大常委会第十六次会议正式确认其第十四届全国人民代表大会代表资格终止。

### 后续事件
5月17日，广西壮族自治区党委书记陈刚在会上要求最大限度减少蓝天立涉嫌严重违纪违法案件对政府运转、对经济发展的影响。
据《联合早报》报道，蓝天立的妻子韦霄燕（广西医科大学原党委常委、统战部部长）和弟弟也被调查。广西迅速进行了“去蓝化”工作，撤掉了所有与蓝天立有关的照片、展板等。